# 中華電信工會
中華電信工會（英譯名為，簡稱），其前身為「臺灣電信工會」（Taiwan Telecommunications Workers' Union，簡稱），為全國產業總工會直屬會員工會之一。

## 簡史

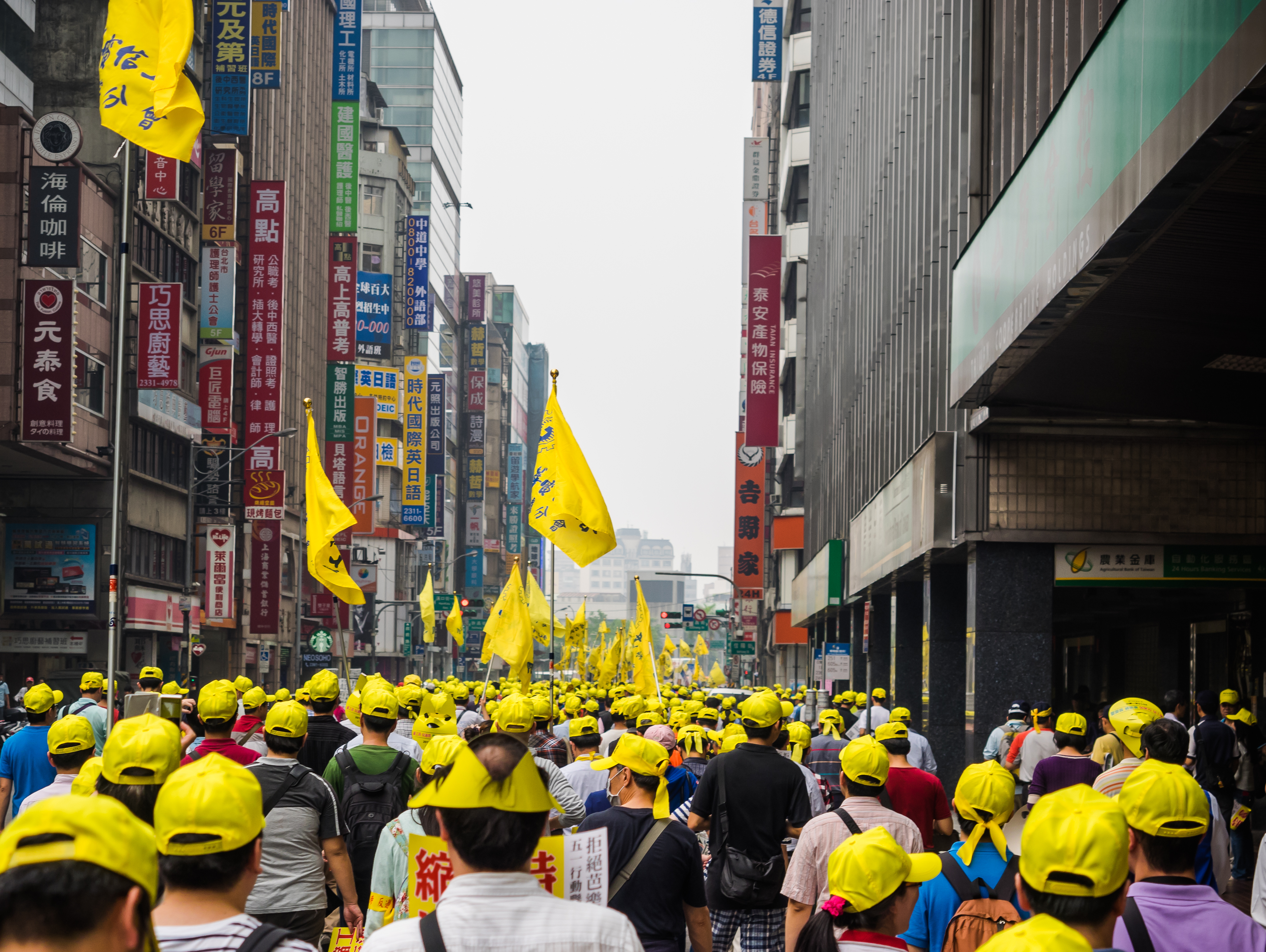
2015五一勞工大遊行的中華電信工會群眾

中華電信工會更名，係追隨事業機構於1996年變更而來。1996年以前，電信業務隸屬於交通部電信總局管轄，電信總局為主管電信法規監理及實際電信業務推展的機構。1996年，李登輝政府為因應全球電信自由化之趨勢，以及社會對無線通訊業務需求的殷切，兼顧當時電信自由化、民營電信公司成立新業務的競爭態勢，而將電信總局一分為二：原來電信法規監理業務，仍歸電信總局管理；至於經營電信業務部份，則由新成立的中華電信來經營，自1996年7月1日為分界點；也是中華民國成立以來，電信監理和業務經營首次分開的過程。在此一情形之下，臺灣電信工會乃跟隨改名為中華電信工會，以求與事業體名稱一致。

## 歷任理事長
臺灣電信工會
| 理事長姓名 | 任 期              |
| 周志剛     | 民國67年～民國70年 |
| 嚴德星     | 民國70年～民國73年 |
| 吳勇雄     | 民國73年～民國76年 |
| 郭詩綿     | 民國76年～民國82年 |
| 林慶泉     | 民國82年～民國85年 |
中華電信工會
| 理事長姓名 | 任 期                |
| 張緒中     | 民國85年～民國89年   |
| 陳潤洲     | 民國89年～民國92年   |
| 張緒中     | 民國92年～民國95年   |
| 張緒中     | 民國95年～民國 年    |
| 朱傳炳     | 民國 年～民國 年     |
| 朱傳炳     | 民國 年～民國106年   |
| 洪秀龍     | 民國106年～民國110年 |
| 洪秀龍     | 民國110年～民國114年 |

## 2005年罷工
在中華電信民營化的過程中，中華電信工會為避免造成員工權益損害，在2004年12月5日召開的會員大會上，以17118人贊成、176人反對的票數通過罷工投票。這場會員大會也創下了最大規模、首度視訊會員大會及電信業員工首度取得合法罷工權三項紀錄。2005年5月17日，工會選在中華電信海外釋股的日子行使罷工權，並圍堵總公司大樓，試圖遊說其他員工參與罷工，但因為被認定違反《集會遊行法》而與警方發生零星衝突，並有4名工會成員以妨害公務名義遭到逮捕而後釋放，整起罷工僅歷時2個多小時。8月8日，工會趕在民營化完成前再度發動罷工，但由於釋股作業已完成，隔天即宣告罷工結束。8月12日，中華電信完成民營化。

## 外部連結
- 中華電信工會 （页面存档备份，存于）